# Tom Close
Pour les articles homonymes, voir Close.
Thomas Muyombo (né le 28 octobre 1984), plus connu sous le nom de Tom Close, est un musicien et médecin d'origine ougandaise, établi au Rwanda. En 2013, un critique de ChimpReports l'a décrit comme « le roi de l'afrobeat et du dancehall » au Rwanda.

## Jeunesse et éducation
Muyombo, le deuxième de trois enfants, est né le 28 octobre 1984 d’Edward Karangwa et de Faith Grace Dukuze dans le district de Masindi, en Ouganda. Après avoir commencé ses études primaires en Ouganda, Muyombo a déménagé au Rwanda où il a terminé ses études secondaires à l’école secondaire de Kiziguro puis au lycée français de Kigali. C’est en quatrième année qu’il a commencé à chanter dans des chorales d’église.
Il a obtenu un diplôme universitaire en médecine humaine à l'Université nationale du Rwanda en 2013.

## Carrière

### Carrière musicale
En 2005, Muyombo forme son premier groupe avec quatre amis, nommé Afro-Saints. Entre 2006 et 2007, ils enregistrent cinq chansons, mais sans rencontrer de succès populaire. En novembre 2007, Muyombo enregistre son premier single en tant qu’artiste solo, intitulé « Mbwira ». Ce single est suivi par la sortie de son premier album, Kuki, en mai 2008. Entre 2008 et 2013, il sort quatre autres albums : Subeza, Ntubanyurwa, Komeza Utsinde et Mbabariara Ugaruke.
Il a collaboré avec de nombreux artistes rwandais et internationaux, notamment Professor Jay, Radio and Weasel, General Ozzey, Knowless et Sean Kingston. Il a fait de nombreuses tournées au Rwanda et dans les pays de la Communauté d'Afrique de l'Est, et s'est produit aux États-Unis en 2011. Il s'est produit lors d'un concert au Cohas NCERT célébrant le dixième anniversaire de la société régionale de télécommunications MTN aux côtés de l'artiste international Shaggy.
Muyombo remporte le premier concours annuel d'artistes célèbres Primus Guma Guma Super Star, organisé au stade Amahoro en 2011. En 2008, il a remporté le prix du meilleur artiste lors d'un concours organisé par l'Université nationale du Rwanda. Il a également remporté le prix de l'artiste de l'année aux Salax Awards en 2009, 2010 et 2011.

### Carrière médicale
Après avoir obtenu son diplôme, Muyombo a rejoint le service de pédiatrie de l'hôpital de Kacyiru en 2014. En 2015, il a rejoint le service de transfusion sanguine en 2015  et a été nommé directeur du Centre régional de transfusion sanguine de Kigali en 2019,.
Il a également travaillé comme médecin à l'hôpital de la police nationale situé à Kigali.

## Publications sélectionnées
- Inka Yanjye (bande dessinée, trois volumes)[réf. nécessaire]
- Nkunda au Rwanda (bande dessinée)[réf. nécessaire]
- Suka Yanjye (bande dessinée)[3]

## Vie personnelle
La mère de Muyombo est décédée en 1996. Il est marié et a deux enfants.